# راندولف جيروم
راندولف جيروم (بالإنجليزية: Randolph Jerome)‏ هو لاعب كرة قدم غياني، ولد في 2 فبراير 1978 في جورج تاون في غيانا. شارك مع منتخب غيانا لكرة القدم. أما مع النوادي، فقد لعب مع دبليو كونكشن وكاليدونيا إي آي إي ونادي المبرة ونجوم الشمال الشرقي.

## وصلات خارجية
- راندولف جيروم على موقع قاعدة بيانات كرة القدم.إي يو (الإنجليزية)
- راندولف جيروم على موقع ناشيونال فوتبول تيمز (الإنجليزية)